# Comuna Crasnîi Octeabri, Stînga Nistrului
Comuna Crasnîi Octeabri este o comună din Unitățile Administrativ-Teritoriale din Stînga Nistrului, Republica Moldova. Este formată din satele Crasnîi Octeabri (sat-reședință) și Alexandrovca.
Conform recensământului din anul 2004, populația comunei era de 723 locuitori, dintre care 508 (70.26%) moldoveni (români), 136 (18.81%) ucraineni si 70 (9.68%) ruși.